# Tropidophorus beccarii
Tropidophorus beccarii — вид сцинкоподібних ящірок родини сцинкових (Scincidae). Ендемік Калімантану. Вид названий на честь італійського ботаніка Одоардо Беккарі.

## Опис
Довжина сцинка Tropidophorus beccarii (без врахування хвоста) становить 8-9,8 см, довжина хвоста становить 10,6 см. Верхня частина тіла червонувато-коричнева, поцяткована поперечними темно-коричневими смугами, на боках білуваті плями. Нижня частина тіла білувата.

## Поширення і екологія
Tropidophorus beccarii мешкають на заході острова Калімантан, на території Індонезії, малазійських штатів Сабах і Саравак та Брунею. Вони живуть у вологих діптерокарпових лісах, на кам'янистих берегах струмків. Зустрічаються на висоті до 1000 м над рівнем моря. Живляться водними комахами. Є яйцеживородними, народжують 4 дитинчати.